# Amy Woodforde-Finden

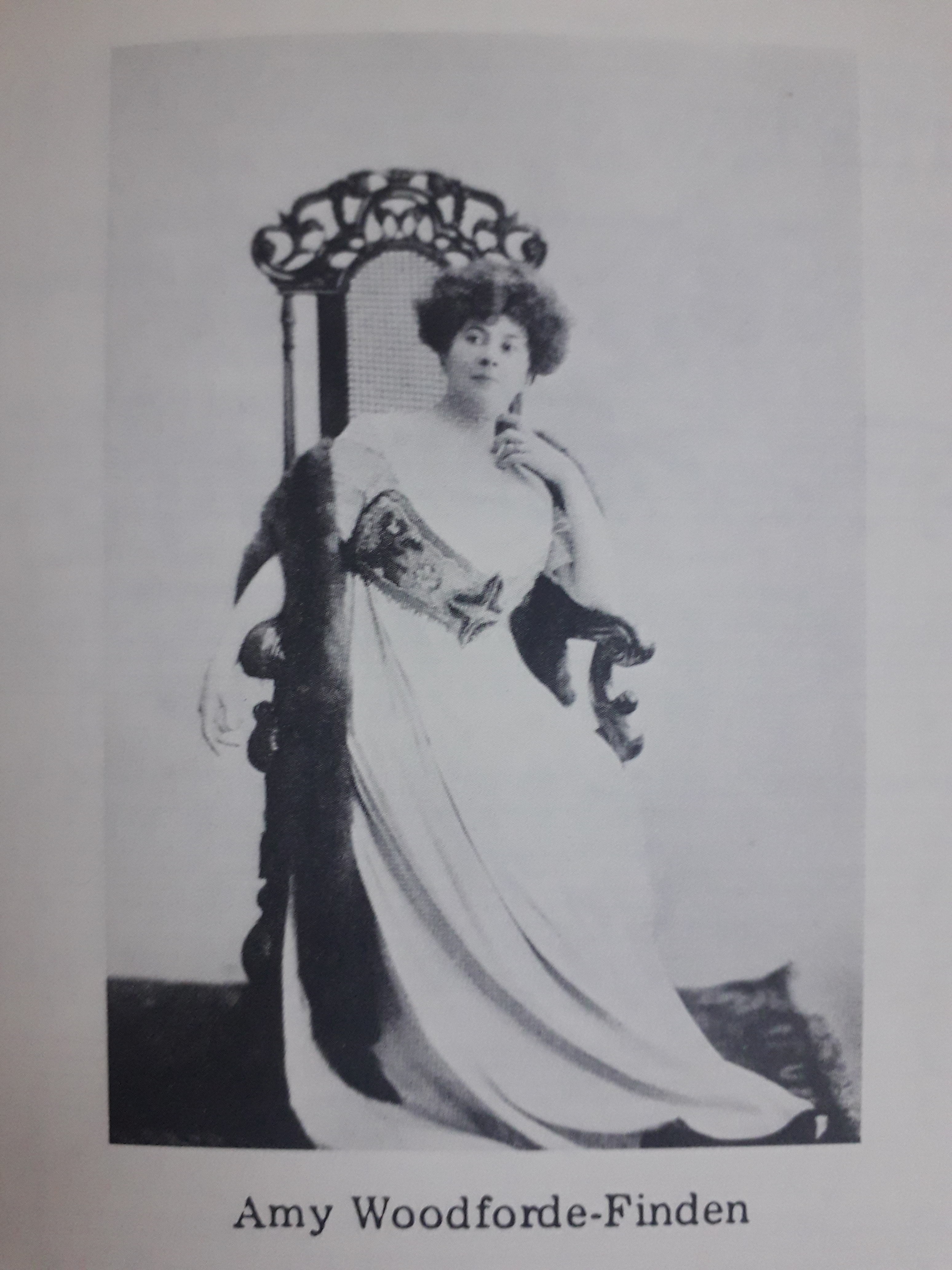
Amy Woodforde-Finden.

Amelia Rowe Ward, más conocida como Amy Woodforde-Finden (Valparaíso, Chile, 1860-Londres, Reino Unido, 13 de marzo de 1919) fue una compositora chilena de ascendencia estadounidense, principalmente conocida por escribir la música para la canción "Kashmiri Song", inspirada en el poema de la británica Laurence Hope.

## Biografía
Amelia nació en 1860 en Valparaíso, región de la República de Chile, siendo la hija menor de Alfred y Virginia Ward. Su padre fue el cónsul de los Estados Unidos luego de ser recomendado por Baile Peyton, embajador estadounidense residente en Chile, bajo el gobierno del presidente Zachary Taylor. Su padre falleció en 1867 y su familia se mudó a Londres, donde su madre adquirió la ciudadanía inglesa en 1837. Fue durante esos años cuando Amy mostró una habilidad para la composición y se convirtió en una estudiante de los músicos Carl Schloesser y Amy Horrocks. Sus primeros trabajos, publicados como Amy Ward, aunque prometedores, fueron recibidos más bien con indiferencia.
A la edad de 34 años, se casó con el Teniente Coronel Woodforde Woodforde-Finden, un brigadier y cirujano en el ejército indio; vivieron en India durante varios años, y durante su tiempo allí escribió y publicó lo que se convertiría en sus piezas más famosas.

## Carrera
The Lover in Damascus y Kashmiri Song son sus canciones más reconocidas, esta última fue publicada originalmente en 1902, 1902 pero debido a su popularidad y la influencia de Hamilton Earle finalmente fue publicado por Boosey & Co. La popularidad de estas canciones la mantuvo en las buenas gracias de su editorial y en los corazones de su audiencia. Sus canciones se caracterizan por su sentimentalismo, su fluidez romántica y la forma en que combinan una sensibilidad particularmente británica de clase media con un pastiche asiático. En los años que siguieron al éxito de Kashmiri Song, Amy compuso On Jhelum River, The Pagoda of Flowers and Stars of the Desert.

## Últimos años y muerte
El año 1916 fue agridulce para Amy: perdió a su marido en abril y su trabajo apareció en la película Less Than the Dust. Este fue solo el primero de su trabajo que se exhibiría en la película. En 1943, Kashmiri Song se usaría en la película Hers To Hold. Amy regresó a Londres después de perder a su marido, y lo sobrevivió por solo tres años, muriendo el 13 de marzo de 1919. Se dice que ella murió componiendo al piano. Amy está enterrada en el cementerio de Hampsthwaite en North Yorkshire, y posee un monumento, una figura recostada en mármol blanco.
- Datos: Q481979
- Multimedia: Amy Woodforde-Finden / Q481979